# Psycho Killer (videogioco)
Psycho Killer è un'avventura grafica sviluppata da Delta 4 e pubblicata dalla On-Line Entertainment per Commodore CDTV nel 1992 e per MS-DOS nel 1993.

## Trama
Il protagonista senza nome (nel gioco non viene nominato, ma nei crediti viene segnato come "John Schulz") deve salvare una donna ("Sarah Collins") e sé stesso da un folle assassino ("Morgan James").

## Modalità di gioco
La modalità di gioco si riduce a un'interfaccia punta e clicca, come cliccare su una freccia per andare nella rispettiva direzione. Molte volte il giocatore dovrà superare un quick time event per procedere nel gioco; nel caso fallisca, il protagonista muore e il gioco finisce.
Il gioco non è dotato di veri filmati di animazione, ma utilizza come tecnica la rapida successione di immagini statiche. I personaggi sono rappresentati da attori veri in immagini digitalizzate.
Le grafiche sono state create usando delle fotografie dei sobborghi di Londra.

## Accoglienza
| Testata           | Versione | Giudizio |
| ----------------- | -------- | -------- |
| K                 | CD32     | 570/1000 |
| Commodore Gazette | CD32     | 4/6      |
| Amiga Format      | CD32     | 13%      |
| Amiga Joker       | CD32     | 3/5      |

L'anonimo critico del numero 32 di Amiga Format ha lamentato la "modalità di gioco povera", comparandolo ha un "home video interattivo" e ha chiesto chi vorrebbe mai giocare un videogioco con protagonista un "herbet imbranato che guida una Vauxhall Chevette". Damien Noonan del numero 39 della stessa rivista dà lo stesso punteggio al gioco, criticando sempre la poco interattiva modalità di gioco.
Più positivi sono stati Richard Löwenstein e Michael Labiner di Amiga Joker, dicendo che "con un po' di buona volontà, il gioco potrebbe descritto come un film interattivo", definendolo "Il più puro videogioco CD di sempre". Anche Lawrence van Rijn di Amiga Magazine ha dato critiche positive, parlando del "tempo di reazione tollerante" e di come sia in tema col CDTV. Critica però il puntatore del mouse, di colore nero, che in alcune scene è "impossibile da vedere".
Secondo Amiga Byte era un titolo più che dignitoso.